# Log Čezsoški
Log Čezsoški (Duits: Logdorf) is een plaats in Slovenië en maakt deel uit van de gemeente Bovec in de NUTS-3-regio Goriška. De plaats telde 65 inwoners op 1 januari 2020.
Dichtbij ligt de waterval Boka.